# Càrcinos el Jove
Càrcinos (en grec antic: Καρκίνος, llatí: Carcĭnus) fou un poeta tràgic de l'antiga Grècia del segle iv aC. Era fill de Xènocles d'Atenes i net de Càrcinos el Vell, també dramaturgs. No s'ha conservat cap obra seva.
Segons Diògenes Laerci, va passar gran part de la seva vida a la cort de Dionisi II el Jove de Siracusa. Aquesta afirmació coincideix amb el que diu la Suda, que Càrcinos, fill de Xènocles, va viure entorn de l'any 380 aC.
El primer festival on consta que competí són les Lenees del 376 aC, i va guanyar la seva primera victòria a les Grans Dionísies del 372 aC. En total, consten deu victòries en certàmens de teatre.
La Suda li atribueix 160 tragèdies, però només es conserven fragments de drames indeterminats i el títol de nou: Àlope, Aquil·les, Tiestes, Sèmele, Amfiarau, Medea, Èdip, Tereu i Orestes. Aquestes obres les citen Aristòtil, Ateneu de Nàucratis, Estobeu i Foci; també l'esmenten altres autors com Lísies i Menandre. Respecte al seu estil, Foci diu també que l'expressió poemes de Càrcinos (Καρκίνου ποιήματα) significava 'poemes obscurs', en referència a l'estil de Càrcinos, i Ateneu de Nàucratis confirma que la seva poesia era d'una obscuritat estudiada. Pels fragments conservats no es pot demostrar aquesta afirmació; el seu estil s'assembla al d'Eurípides.
Sembla que el seu fill, Xènocles el Jove, també fou dramaturg.